# Отделение математических наук РАН

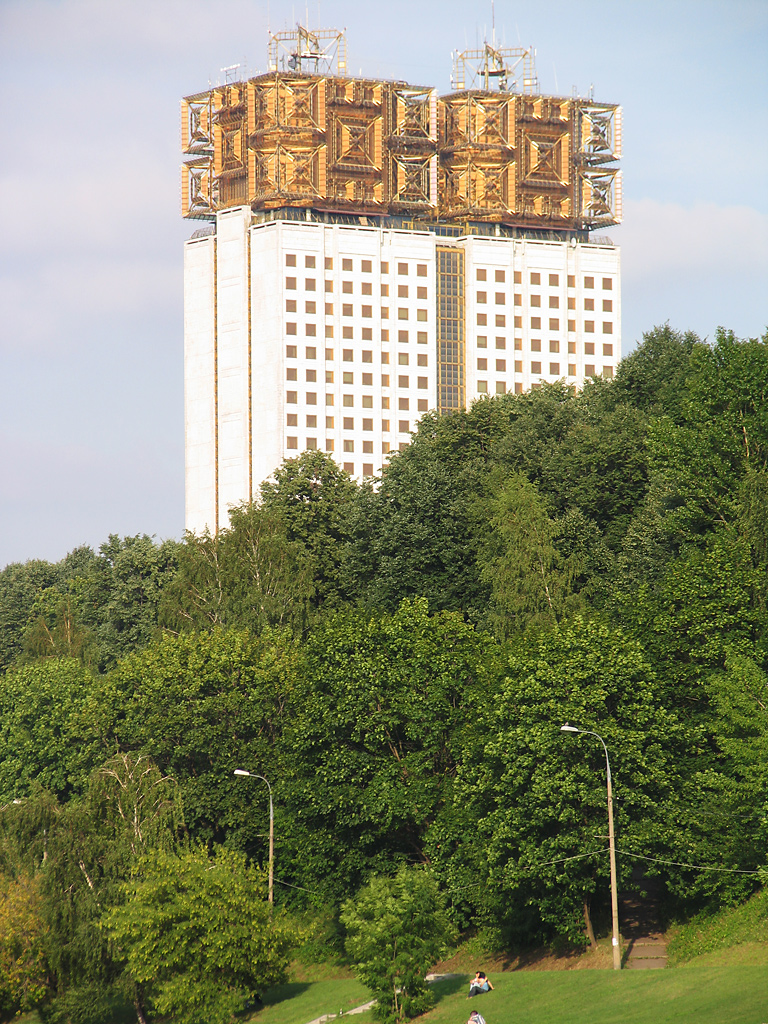
Отделение математических наук располагается в здании РАН на Воробьёвых горах в Москве

Отделение математических наук Российской академии наук (ОМН РАН) — структурное подразделение Российской академии наук, в состав которого входят академики, научные интересы которых лежат в области математики, а также научные учреждения, исследования которых посвящены математическим проблемам.

## История

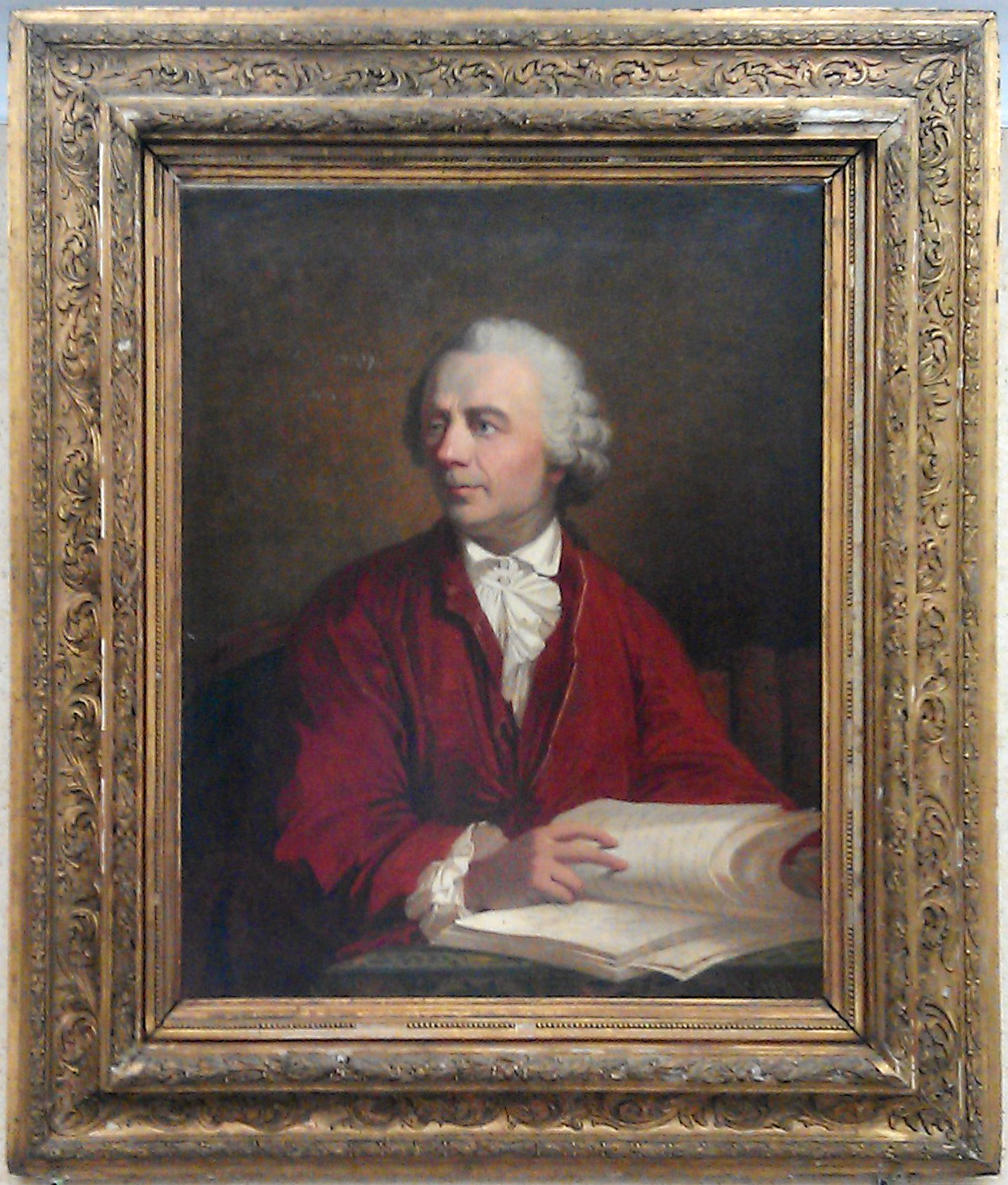
Портрет Эйлера, выполненный к юбилею Российской АН (XIX в.?)

Математика и её разделы развивались в Российской академии наук со времени её создания в 1724 году. Выдающимися математиками были участвовавшие в создании Академии Л. Эйлер и Д. Бернулли (хотя оба были избраны в Академию по специальности «физиология»).
В Российской академии наук состояли выдающиеся математики XIX века: П. Л. Чебышёв, М. В. Остроградский, А. М. Ляпунов, А. А. Марков (старший), В. А. Стеклов, А. Н. Крылов, членом-корреспондентом Академии была избрана С. В. Ковалевская. Но не все крупные российские математики оказались избранными туда, ярчайшим примером является Н. И. Лобачевский.

### Советский период
В 1929 году, в результате первых больших выборов в Академию наук страны, по отделению математики были избраны:
действительные члены
- С. Н. Бернштейн
- И. М. Виноградов
- Н. М. Крылов

члены-корреспонденты
- П. С. Александров
- Б. Н. Делоне
- Н. Г. Чеботарёв

В 1963 году было образовано Отделение математики АН СССР, академиком-секретарём которого на протяжении 25 лет был Н. Н. Боголюбов. В 1988—1992 годах Отделение возглавлял акад. А. А. Гончар.

### Новая российская история
Благодаря позиции последнего президента АН СССР Г. И. Марчука все члены АН СССР стали членами РАН. В то же время РАН пополнилась новыми членами. Академиком-секретарём Отделения математики (с 2002 года — Отделение математических наук) на протяжении 25 лет являлся Л. Д. Фаддеев. Заместители академика-секретаря — руководители секции математики: акад. А. А. Болибрух (2002—2003), акад. Б. Н. Четверушкин (2017, и. о.); руководитель секции прикладной математики и информатики — акад. Ю. И. Журавлёв (2002—2017), акад. Е. Е. Тыртышников (с 2017).

## Состав
Академиком-секретарём отделения с сентября 2017 года является Валерий Васильевич Козлов.
Заместители академика-секретаря:
академик Б. С. Кашин
академик Д. О. Орлов
академик Е. Е. Тыртышников
академик Б. Н. Четверушкин – руководитель Секции прикладной математики и информатики
члены Бюро

- Аветисян, Арутюн Ишханович
- Аптекарев, Александр Иванович
- Васильев, Виктор Анатольевич
- Всемирнов, Максим Александрович
- Гончаров, Сергей Савостьянович
- Гузев, Михаил Александрович
- Кабанихин, Сергей Игоревич
- Кисляков, Сергей Витальевич
- Лукоянов, Николай Юрьевич
- Осипов, Юрий Сергеевич
- Платонов, Владимир Петрович
- Попов, Владимир Леонидович
- Савин, Геннадий Иванович
- Садовничий, Виктор Антонович
- Семёнов, Алексей Львович
- Тайманов, Искандер Асанович
- Трещёв, Дмитрий Валерьевич
- Шананин, Александр Алексеевич
- Шафаревич, Андрей Игоревич

## Организационная структура
Структурно состоит из двух секций:
- Секция математики
- Секция прикладной математики и информатики

### Научные организации под научно-методическим руководством
| Название организации                                                                                         | Сокращённое название | Научный центр | Год основания | Город           | Директор                      |
| --- | -------------------- | ------------- | ------------- | --------------- | ----------------------------- |
| Институт автоматизации проектирования РАН                                                                    | ИАП РАН              |               | 1986          | Москва          | И. С. Никитин                 |
| Институт вычислительной математики им. Г. И. Марчука РАН                                                     | ИВМ РАН              |               | 1991          | Москва          | Е. Е. Тыртышников             |
| Институт вычислительной математики и математической геофизики СО РАН                                         | ИВМиМГ СО РАН        | ННЦ СО РАН    | 1963          | Новосибирск     | М. А. Марченко                |
| Институт математики им. С. Л. Соболева СО РАН                                                                | ИМ СО РАН            | ННЦ СО РАН    | 1957          | Новосибирск     | А. Е. Миронов                 |
| Институт математики и механики им. Н. Н. Красовского УрО РАН                                                 | ИММ УрО РАН          | УрО РАН       | 1956          | Екатеринбург    | Н. Ю. Лукоянов                |
| Институт математики с вычислительным центром УФИЦ РАН                                                        | ИМВЦ УФИЦ РАН        | УФИЦ РАН      | 1988          | Уфа             | И. Х. Мусин                   |
| Институт прикладной математики им. М. В. Келдыша РАН * Филиал — Институт математических проблем биологии РАН | ИПМ РАН ИМПБ РАН     |               | 1953 1972     | Москва Пущино   | А. И. Аптекарев М. Н. Устинин |
| Институт прикладной математики и автоматизации КБНЦ РАН                                                      | ИПМА КБНЦ РАН        | КБНЦ РАН      | 1991          | Нальчик         | А. В. Псху                    |
| Институт прикладных математических исследований КарНЦ РАН                                                    | ИПМИ КарНЦ РАН       | КарНЦ РАН     | 1999          | Петрозаводск    | В. В. Мазалов                 |
| Институт систем информатики им. А. П. Ершова СО РАН                                                          | ИСИ СО РАН           | ННЦ СО РАН    | 1990          | Новосибирск     | А. Ю. Пальянов                |
| Институт системного программирования им. В. П. Иванникова РАН                                                | ИСП РАН              |               | 1994          | Москва          | А. И. Аветисян                |
| Институт точной механики и вычислительной техники им. С. А. Лебедева РАН                                     | ИТМиВТ РАН           |               | 1948          | Москва          | А. В. Князев                  |
| Математический институт им. В. А. Стеклова РАН                                                               | МИАН                 |               | 1934          | Москва          | Д. В. Трещёв                  |
| Санкт-Петербургское отделение Математического института им. В. А. Стеклова РАН                               | ПОМИ РАН             | СПбО РАН      | 1995          | Санкт-Петербург | М. А. Всемирнов               |
| Южный математический институт ВНЦ РАН и РСО-А                                                                | ЮМИ ВНЦ РАН          | ВНЦ РАН       | 1996          | Владикавказ     | А. Г. Кусраев                 |

### Национальные комитеты
- Комиссия по вопросам преподавания математики в средней школе
- Научно-координационный совет по математике
- Научно-координационный совет по математическому моделированию и суперкомпьютерным технологиям
- Научно-координационный совет по прикладной математике и информатике
- Научный совет «Высокопроизволительные вычислительные системы, научные коммуникации и информационная инфраструктура»
- Национальный комитет математиков Российской Федерации
- Национальный комитет общества Бернулли по математической статистике, теории вероятностей, комбинаторике и их применениям
- Национальный комитет по распознаванию образов и анализу изображений
- Российский национальный комитет по прикладной и индустриальной математике
- Экспертный совет Отделения математических наук РАН

## Журналы
Отделением выпускается серия математических журналов. Среди них:
- «Алгебра и анализ»
- «Дискретная математика»
- «Дифференциальные уравнения»
- «Журнал вычислительной математики и математической физики»
- «Известия РАН. Серия математическая»
- «Математические заметки»
- «Математический сборник»
- «Математическое моделирование»
- Международный (российско-венгерский) журнал «Analysis Mathematica»
- «Программирование»
- «Распознавание образов и анализ изображений. Успехи в области математической теории и приложений»
- «Регулярная и хаотическая динамика»
- «Теоретическая и математическая физика»
- «Теория вероятностей и её применения»
- «Успехи математических наук»
- «Функциональный анализ и его приложения»